# Euxoa perturbata
Euxoa perturbata là một loài bướm đêm trong họ Noctuidae.